# Mu'awiya II
Mu'awiya II, född 664, död 684, var regerande kalif av Umayyadkalifatet mellan 683 och 684.